# Callosobruchus analis
Callosobruchus analis är en skalbaggsart som först beskrevs av Fabricius 1781.  Callosobruchus analis ingår i släktet Callosobruchus, och familjen bladbaggar. Arten förekommer tillfälligt i Sverige, men reproducerar sig inte.

## Bildgalleri

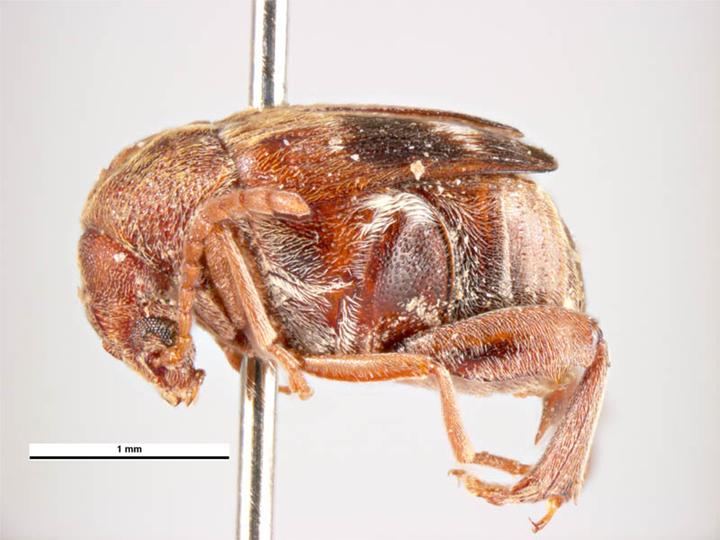